# Contea di Hillsborough (New Hampshire)
La contea di Hillsborough, in inglese Hillsborough County, è una contea dello Stato del New Hampshire, negli Stati Uniti. La popolazione al censimento del 2000 era di 380 841 abitanti, 405 906 secondo una stima del 2009. I capoluoghi di contea sono Manchester e Nashua.

## Geografia fisica
La contea si trova nella parte meridionale del New Hampshire. L'U.S. Census Bureau certifica che l'estensione della contea è di 2 310 km², di cui 41 km² coperti da acque interne.
Ha un territorio prettamente collinare attraversato da diversi fiumi, come il Merrimack e il Piscataquog, e bagnato da numerosi piccoli laghi.

### Contee confinanti
- Contea di Merrimack - nord
- Contea di Rockingham - est
- Contea di Essex (Massachusetts) - sud-est
- Contea di Middlesex (Massachusetts) - sud
- Contea di Worcester (Massachusetts) - sud-ovest
- Contea di Cheshire - ovest
- Contea di Sullivan - nord-ovest

## Storia
L'area era popolata dai nativi Abenachi prima che i coloni europei fondarono Hillsborough nel 1796, una delle 5 contee originarie del New Hampshire. La contea deve il suo nome a Wills Hill, all'epoca segretario di stato per le colonie. La contea fu creata ufficialmente nel 1771 a Amherst.

## Comuni
- Amherst - town
- Antrim - town
- Bedford - town
- Bennington - town
- Brookline - town
- Deering - town
- Francestown - town
- Goffstown - town
- Greenfield - town
- Greenville - town
- Hancock - town
- Hillsborough - town
- Hollis - town
- Hudson - town
- Litchfield - town

- Lyndeborough - town
- Manchester - city
- Mason - town
- Merrimack - town
- Milford - town
- Mont Vernon - town
- Nashua - city
- New Boston - town
- New Ipswich - town
- Pelham - town
- Peterborough - town
- Sharon - town
- Temple - town
- Weare - town
- Wilton - town
- Windsor - town

### Census-designated place
- East Merrimack, nel territorio di Merrimack
- Pinardville, nel territorio di Goffstown